# Peru i olympiska sommarspelen 1948
Peru deltog med 41 deltagare vid de olympiska sommarspelen 1948 i London. Totalt vann de en guldmedalj.

## Medaljer

### Guld
- Edwin Vásquez - Skytte